# Tranvia di Trapani
La tranvia di Trapani era costituita da una linea urbana a scartamento metrico e a trazione elettrica a corrente continua a 600 volt. Venne soppressa nel 1951 e sostituita da una linea filoviaria.

## Storia

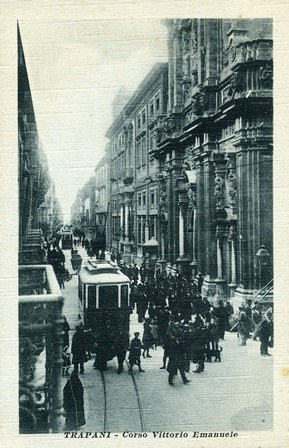
Corso Vittorio Emanuele

Nel 1912 la Società Anonima Tramways di Trapani presentò domanda di autorizzazione per costruire ed esercitare una tranvia tra piazza dei Cappuccini e via Mercato (Fontanelle) per un totale di 4,488 km; tale domanda fu accettata due anni dopo e la linea entrò in servizio l'8 dicembre 1915.
Secondo talune fonti l'impianto, o parte di esso, fu attivato nel 1919 a cura di diverso esercente, la Società Anonima Tramvie di Palermo; tuttavia il percorso tranviario è indicato già su pubblicazioni dell'anno precedente.
Nella propria assemblea degli azionisti tenuta il 28 marzo 1929 la Società Generale Elettrica della Sicilia (SGES), che controllava sia la Società Tramways di Trapani sia la società Imprese elettriche sicule-lombarde, decise la fusione per incorporazione di tali aziende, assumendo dunque direttamente l'anno successivo l'esercizio diretto della linea trapanese, identificata come "Cappuccini-Borgo Annunziata" mediante la propria "Sezione Tranvie"; sotto tale gestione furono apportati alcuni miglioramenti al materiale e all'esercizio.
Il servizio proseguì fino al 1951, quando si optò per la sostituzione degli impianti, bisognosi di investimenti, con una filovia, che fu attivata nel 1952.

## Caratteristiche
La linea, a scartamento metrico, percorreva il centro cittadino attestandosi a Borgo dell'Annunziata e percorrendo via G. B. Fardella, piazza Vittorio Emanuele, viale Regina Margherita, via Garibaldi, via Torre arsa e corso Vittorio Emanuele.
La lunghezza complessiva era di 3.400 m a binario unico e 1.550 a doppio binario.

## Materiale rotabile
Il parco rotabili era costituito da 10 motrici elettriche a corrente continua a 2 assi da 52 kW, capaci di 18 posti a sedere e 16 in piedi, cui si aggiungevano 5 rimorchi anch'essi a 2 assi.

## Galleria d'immagini

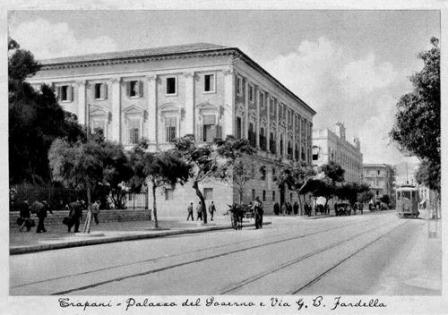
Palazzo del governo
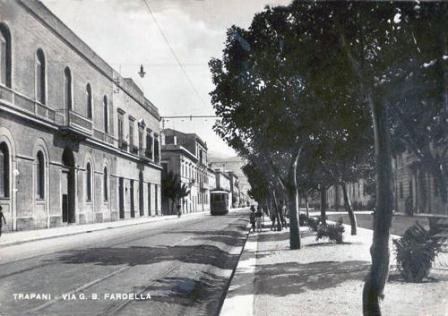
Via Fardella
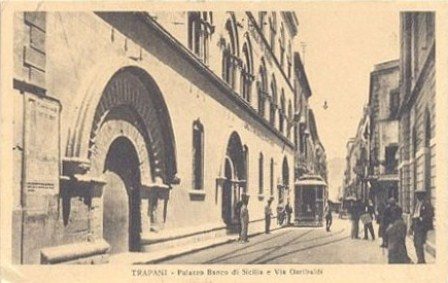
Via Garibaldi